# Coppa di Grecia 2020-2021 (pallacanestro maschile)
La Coppa di Grecia 2020-2021 è la 46ª Coppa di Grecia di pallacanestro maschile.

## Squadre
Partecipano le 29 squadre iscritte alla A1 Ethniki e A2 Ethniki. Le prime squadre classificatesi nei primi sei posti al termine della Basket League 2019-2020 entrano in gioco solo ai quarti di finale, le altre squadre partecipanti alla Basket League 2020-2021 entrano nella fase B, per sfidarsi per i due posti restanti insieme a tutte le altre.

## Partite

### Fase A

#### Primo turno
| Squadra 1            | Risultato | Squadra 2           |
| -------------------- | --------- | ------------------- |
| Koroivos Amaliadas   | 66 - 93   | Karditsas           |
| G.S. Eleftheroupolis | 57 - 71   | Psychiko            |
| Dafni Dafniou        | 72 - 96   | Olympiakos B        |
| Kavala               | 70 - 75   | Amyntas             |
| Triton Atene         | 54 - 70   | Panerithraikos A.S. |
| OIAX Naupiou         | 73 - 57   | Apollon Patrasso    |
| Pagrati Atene        | 87 - 72   | Filippos Verias     |
| Amarousiou           | 92 - 54   | A.O. Agriniou       |

#### Secondo turno
| Squadra 1     | Risultato | Squadra 2           |
| ------------- | --------- | ------------------- |
| Amyntas       | 88 - 73   | OIAX Naupiou        |
| Karditsas     | 75 - 79   | Panerithraikos A.S. |
| Amarousiou    | 87 - 92   | Olympiakos B        |
| Pagrati Atene | 83 - 74   | Psychiko            |

#### Terzo turno
| Squadra 1     | Risultato | Squadra 2           |
| ------------- | --------- | ------------------- |
| Amyntas       | 71 - 61   | Panerithraikos A.S. |
| Pagrati Atene | 68 - 81   | Olympiakos B        |

#### Quarto turno
| Squadra 1 | Risultato | Squadra 2    |
| --------- | --------- | ------------ |
| Amyntas   | 79 - 80   | Olympiakos B |

### Fase B

#### Primo turno
| Squadra 1       | Risultato | Squadra 2           |
| --------------- | --------- | ------------------- |
| PAOK Salonicco  | 20 - 0    | Paniōnios           |
| Iōnikos Nikaias | 85 - 73   | Aris Salonicco      |
| Olympiakos B    | 71 - 78   | Kolossos Rodi       |
| Larisa          | 92 - 70   | Charilaos Trikoupīs |

#### Secondo turno
| Squadra 1       | Risultato | Squadra 2     |
| --------------- | --------- | ------------- |
| PAOK Salonicco  | 93 - 71   | Larisa        |
| Iōnikos Nikaias | 74 - 86   | Kolossos Rodi |

### Fase C

#### Tabellone
|  | Quarti di finale  | Quarti di finale  | Quarti di finale |            |                | Semifinali     | Semifinali | Semifinali |  |  | Finale | Finale | Finale |  |
|  |                   |                   |                  |            |                |                |            |            |  |  |        |        |        |  |
|  | Panathīnaïkos     | Panathīnaïkos     | 88               |            |                |                |            |            |  |  |        |        |        |  |
|  | Panathīnaïkos     | Panathīnaïkos     | 88               |            |                |                |            |            |  |  |        |        |        |  |
|  | Peristeri         | Peristeri         | 62               |            |                |                |            |            |  |  |        |        |        |  |
|  | Peristeri         | Peristeri         | 62               |            | Panathīnaïkos  | Panathīnaïkos  | 108        |            |  |  |        |        |        |  |
|  |                   |                   |                  |            | Panathīnaïkos  | Panathīnaïkos  | 108        |            |  |  |        |        |        |  |
|  |                   |                   | Lavrio           | Lavrio     | 71             |                |            |            |  |  |        |        |        |  |
|  | Lavrio            | Lavrio            | Lavrio           | Lavrio     | 71             | 90             |            |            |  |  |        |        |        |  |
|  | Lavrio            | Lavrio            |                  |            |                |                |            |            |  |  |        |        |        |  |
|  | AEK Atene         | AEK Atene         | 85               |            |                |                |            |            |  |  |        |        |        |  |
|  | AEK Atene         | AEK Atene         | 85               |            | Panathīnaïkos  | Panathīnaïkos  | 91         |            |  |  |        |        |        |  |
|  |                   |                   |                  |            |                |                |            |            |  |  |        |        |        |  |
|  |                   |                   | Promitheas       | Promitheas | 79             |                |            |            |  |  |        |        |        |  |
|  | Īraklīs Salonicco | Īraklīs Salonicco | Promitheas       | Promitheas | 79             | 61             |            |            |  |  |        |        |        |  |
|  | Īraklīs Salonicco | Īraklīs Salonicco |                  |            |                |                |            |            |  |  |        |        |        |  |
|  | PAOK Salonicco    | PAOK Salonicco    | 63               |            |                |                |            |            |  |  |        |        |        |  |
|  | PAOK Salonicco    | PAOK Salonicco    | 63               |            | PAOK Salonicco | PAOK Salonicco | 69         |            |  |  |        |        |        |  |
|  |                   |                   |                  |            | PAOK Salonicco | PAOK Salonicco | 69         |            |  |  |        |        |        |  |
|  |                   |                   | Promitheas       | Promitheas | 76             |                |            |            |  |  |        |        |        |  |
|  | Kolossos Rodi     | Kolossos Rodi     | Promitheas       | Promitheas | 76             | 68             |            |            |  |  |        |        |        |  |
|  | Kolossos Rodi     | Kolossos Rodi     |                  |            |                |                |            |            |  |  |        |        |        |  |
|  | Promitheas        | Promitheas        | 73               |            |                |                |            |            |  |  |        |        |        |  |

#### Finale
| Amarousio 9 maggio 2021, ore 20:00 UTC+3 | Panathīnaïkos | 91 – 79 (20-15, 45-41, 68-58) referto | Promitheas | O.A.K.A. Olympic Indoor Hall |
| \| \| \| \| \| Papapetrou 25 \| Punti \| 23 Clavell \| \| Hezonja, Sant-Roos 5 \| Assist \| 6 Jeri. Grant \| \| Hezonja, Mītoglou 6 \| Rimbalzi \| 6 Clavell \| \| 0 Mack• 6 Papagiannīs• 7 Mpochōridīs• 8 Auguste• 10 Papapetrou• 11 Hezonja• 12 Diplaros 14 Kaselakīs• 30 White• 44 Mītoglou• 50 Bentil• 74 Sant-Roos \| Formazioni \| 1 Agbelese• 2 Jera. Grant• 3 Clavell• 4 Lountzīs• 7 D. Agravanīs• 11 I. Agravanīs• 12 Ford 13 Christodoulou• 22 Jeri. Grant• 31 Giannopoulos• 77 Mpazinas• 80 Tanoulīs \| \| Oded Kattash \| Allenatori \| Makīs Giatras \| |               | |            |                              |
| |               | |            |                              |
| Papapetrou 25 | Punti         | 23 Clavell |            |                              |
| Hezonja, Sant-Roos 5 | Assist        | 6 Jeri. Grant |            |                              |
| Hezonja, Mītoglou 6 | Rimbalzi      | 6 Clavell |            |                              |
| 0 Mack• 6 Papagiannīs• 7 Mpochōridīs• 8 Auguste• 10 Papapetrou• 11 Hezonja• 12 Diplaros 14 Kaselakīs• 30 White• 44 Mītoglou• 50 Bentil• 74 Sant-Roos | Formazioni    | 1 Agbelese• 2 Jera. Grant• 3 Clavell• 4 Lountzīs• 7 D. Agravanīs• 11 I. Agravanīs• 12 Ford 13 Christodoulou• 22 Jeri. Grant• 31 Giannopoulos• 77 Mpazinas• 80 Tanoulīs |            |                              |
| Oded Kattash | Allenatori    | Makīs Giatras |            |                              |